# 愛恨相纏
《愛恨相纏》（羅馬化：E Bua Kap Ai Khwan），是一部改編自尼加爾同名小說，由卡寧·淖布拉迪與丹妮絲·潔莉爾查·卡本領銜主演的愛情連續劇。2025年2月21日起，每週一至週五晚間七點首播，接檔《虎之歌》。

## 劇情簡介
在風景如畫的東卡姆村，一場意想不到的婚禮即將開始……Bua（丹妮絲·潔莉爾查·卡本 飾）是村中富商之女，美麗聰慧，卻不得不與她一生最討厭的人——Kwan（卡寧·淖布拉迪 飾）成婚。Kwan是村裡的「問題少年」，調皮搗蛋，行事隨性，而Bua對他的厭惡不僅源於他的個人行為，更是兩家世代恩怨的延續。
然而，誰能想到，Kwan其實早已暗戀Bua多年？！儘管他嘴上嫌惡，內心卻一直渴望得到她的愛。而這樁看似充滿敵意的婚姻，並不是兩人爭鬥的終點，而是Bua成長的起點——她必須為自己而活，獨立面對未來，因為她無法確定，Kwan是否真的值得託付終身。
另一方面，Kwan也視這場婚姻為一次機會，他決心要用這段關係化解兩家恩怨，讓Bua真正愛上自己，即便前路佈滿挑戰，他也不會輕言放棄。

## 演員陣容
註：括號內的演員姓名為小名。

### 主要演員
- 卡寧·淖布拉迪（Puen） 飾演 Kwan
- 丹妮絲·潔莉爾查·卡本（Denise） 飾演 Bua

### 其他演員
- 坦塔·塔林匹隆（Judo） 飾演 Thep
- 蘇莉婭蕾·亞卡蕾（Prigkhing） 飾演 Kaew

Kwan的妹妹。
- 莎蘭查·米猜（Pang） 飾演 Wakul
- 克里特坎·帕拉西帕尼（Paint） 飾演 Chalit

## 制作
此剧与《情满爱河》的剧组于2023年9月19日在Phra Pannawich House举行祭祀仪式。

## 外部連結
- MyDramaList上的劇情簡介 （页面存档备份，存于）（英文）
- 豆瓣电影上《愛恨相纏》的資料 （简体中文）